# Cerapachys bakeri
Cerapachys bakeri é uma espécie de formiga do gênero Cerapachys.